# 谷口亜沙子
谷口 亜沙子（たにぐち あさこ、1977年- ）は、日本のフランス文学者。明治大学文学部教授。

## 人物・来歴
神奈川県出身。早稲田大学第一文学部卒業。早稲田大学大学院文学研究科博士課程（フランス文学専攻）単位取得退学。パリ第7大学文学博士。博士論文の主題はミシェル・レリス。明治大学文学部准教授、教授。

## 著書
- 『ジョゼフ・シマ　無音の光 1891-1971』 「シュルレアリスムの25時」水声社、2011
- 『ルネ・ドーマル　根源的な体験』 「シュルレアリスムの25時」水声社、2019

### 翻訳
- ルネ・ドーマル『大いなる酒宴』(シュルレアリスムの本棚) 風濤社、2013
- ジャクリーヌ・シェニウー=ジャンドロン『シュルレアリスム、あるいは作動するエニグマ』

齊藤哲也編、鈴木雅雄・長谷川晶子・永井敦子・中田健太郎共訳、水声社、2015
- フローベール『三つの物語』光文社古典新訳文庫、2018

## 論文
- <谷口亜沙子